# Patissa vagilinealis
Patissa vagilinealis là một loài bướm đêm trong họ Crambidae.